# ملحم بركات
ملحم بركات (5 أبريل 1942 - 28 أكتوبر 2016)،  أيضاً يلقب أبو مجد، مغني وملحن لبناني. يعتبر من أشهر المطربين والملحنين اللبنانين والعرب، تأثر بفن الموسيقار محمد عبد الوهاب ولد في قرية كفر شيما. ينتمي إلى طائفة الروم الأرثوذكس. ظهرت موهبته منذ كان في المدرسة وفي أحد الاحتفالات المدرسية، قام بتلحين بعض الكلمات من الجريدة اليومية وقام بغنائها، والتحق بعد ذلك بأحد البرامج المشهورة للأصوات الجديدة، والتحق بعد ذلك بالمدرسة الرحبانية، وكانت من هناك انطلاقته.
لحن أغنية شهيرة للمطرب غسان صليبا بعنوان «يا حلوة شعرك داري» كما لحن أغنية شهيرة للفنان الراحل نصري شمس الدين وغيرهم. توفي يوم 28 أكتوبر 2016 بعد صراع مع المرض.

## نشأته
ولد في بلدة كفرشيما عام 1942 والده كان نجارًا، مارس الفن كهواية، وكان يدندن على العود. أمّا ملحم فكان يصغي إليه باهتمام، يراقب أصابع يديه على آلة العود ويتعلّم منه.

## موهبته
ظهرت موهبته الموسيقيّة منذ كان تلميذًا في مدرسة بلدته كفرشيما، فلفت انتباه الموسيقي حليم الرومي، الذي كان يسكن كفرشيما، فأثنى على موهبته وشجّعه. قرر الالتحاق بالمعهد الوطني للموسيقى، درس ملحم النظريات الموسيقيّة والصولفاج والغناء الشرقي والعزف على آلة العود مدّة أربع سنوات في المعهد الوطني للموسيقى.

## مع الرحابنة
ترك المعهد قبل إكمال دراسته، وانضم إلى فرقة الأخوين رحباني. لكنّه بعد أربعة أعوام، تركهما لكي يشقّ طريقه الفنيّة.

## انطلاقته
أغنية «الله كريم» التي كتبها له الراحل توفيق بركات ولحنها له جاره الراحل أيضاً فيلمون وهبي رسمت أولى بدايات ملحم الفنية.
أول عمل مسرحي قام ببطولته كان مسرحية «الأميرة زمرد» ومن ثمّ «الربيع السابع» مع الأخوين رحباني.

## الوفاة
في يوم الجمعة 28 أكتوبر 2016 أعلن عن وفاته في مستشفى أوتيل ديو في بيروت، لبنان.

## وصلات خارجية
- ملحم بركات على موقع IMDb (الإنجليزية)
- ملحم بركات على موقع ميوزك برينز (الإنجليزية)
- ملحم بركات على موقع ميوزك برينز (الإنجليزية)
- ملحم بركات على موقع أول ميوزيك (الإنجليزية)
- ملحم بركات على موقع ديسكوغز (الإنجليزية)